# Henry Allingham
Henry William Allingham (Londres, Inglaterra, 6 de junho de 1896 – Brighton, 18 de julho de 2009) foi um supercentenário britânico que, ao morrer aos 113 anos e 42 dias, era considerado o homem mais velho do mundo e, também, o mais longevo dos últimos veteranos da Primeira Guerra Mundial (1914-1918).

## Biografia

### Primeiros anos

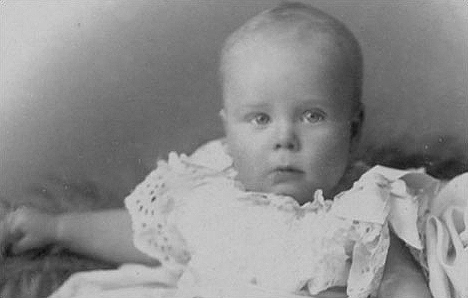
Henry Allingham na infância

Henry tinha apenas 14 meses quando seu pai faleceu. Foi criado por sua mãe e por seus avós.
A rainha Vitória (1819-1901) ainda era a soberana do Reino Unido quando ele tinha 4 anos e meio.
Allingham lembrava de ter visto um jogo de críquete entre 1903 e 1905.

### Primeira Guerra Mundial

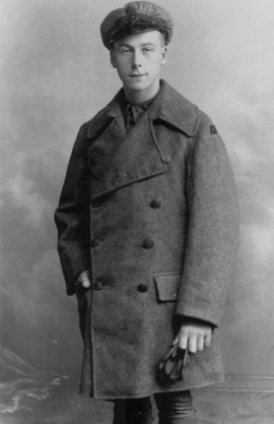
Henry Allingham em 1916

Allingham desejava unir-se ao exército em agosto de 1914, mas sua mãe o convenceu a permanecer em casa. Após a morte da mãe, alistou-se no RNAS (Serviço Aeronaval Real). 
Em 21 de setembro de 1915 foi elevado a Mecânico Aéreo de Segunda Classe, com o número RNAS F8317.
Foi transferido do RNAS para a Royal Air Force (Força Aérea Real), quando o primeiro se uniu a RFC (Royal Flying Corps). 
Também recebeu um novo número: RNAS F208317.
Participou da Batalha da Jutlândia, a maior batalha naval do conflito.
Mais tarde, uniu-se a Ford Motor Company, onde permaneceria até seu regresso ao serviço militar.

### Segunda Guerra Mundial
Durante a II Guerra Mundial, participou em numerosos projetos. Talvez o mais importante tenha sido a contagem e medida das minas magnéticas alemãs. No Natal de 1939, foi chamado para ajudar na elaboração de um plano que neutralizasse as minas e abrisse o porto de Harwich. Nove dias depois, essa missão foi concluída com sucesso.

### Pós-Segunda Guerra Mundial e últimos anos
- Em 6 de junho de 1996, Henry Allingham completou um centenário de vida.
- Em 1 de novembro de 2007, após a morte de George Frederick Ives, tornou-se a pessoa mais velha que integrou as Forças Armadas Britânicas.
- Em 13 de fevereiro de 2007 se tornou o homem e a segunda pessoa mais longeva nascida na Grã-Bretanha, (depois de Florrie Baldwin) após a morte de Aida Mason.
- Em 11 de novembro de 2008, ao lado dos também veteranos Harry Patch e Bill Stone, participou em Londres da cerimônia de celebração de 90 anos do fim da Primeira Guerra Mundial.
- Tornou-se o homem mais velho do mundo, após a morte de Tomoji Tanabe, em 19 de junho de 2009. Viveu os últimos dias da sua vida em Brighton, na Inglaterra.

### Família
Henry Allingham se casou com Dorothy Cater em 1919, um ano depois do fim da Primeira Guerra Mundial. Com ela teve 2 filhas, Jean e Betty Allingham (ambas falecidas na década de 1980).
Em 1972, após 53 anos de matrimônio, enviuvou.
Allingham possuía  5 netos, 12 bisnetos, 14 trinetos (tataranetos) e 1 tetraneto (duas vezes tataraneto).

## Prêmios, títulos e medalhas de Guerra
- Liberdade da Cidade de Eastbourne
- Liberdade da Cidade de Saint-Omer
- Legião de Honra
- Medalha de Guerra Britânica
- Medalha da Vitória
- Medalha Dourada de Saint-Omer
- Doutor em Engenharia pela Universidade Southampton Solent

## Reconhecimentos por sua idade
- Centenário (06.06.1996).
- Supercentenário (06.06.2006).
- Mais longevo Veterano da Primeira Guerra Mundial (de 08.02.2007 a 18.07.2009).
- Segunda Pessoa mais idosa da Grã-Bretanha (de 13.02.2007 a 18.07.2009).
- Maior longevidade masculina validada na Europa (de 10.11.2006 a 18.07.2009).
- 11ª pessoa mais velha do mundo (de 28.06.2009 a 18.07.2009).
- Homem mais velho do mundo (depois da morte de Tomoji Tanabe) (de 19.06.2009 a 18.07.2009).